# Cmentarz Oakwood
Cmentarz Oakwood (ang. Oakwood Cemetery) – amerykański cmentarz w północno-wschodniej części miasta Troy w stanie Nowy Jork.
Działa pod kierownictwem Troy Cemetery Association, która ściśle się zajmuje działalnością cmentarza. Został założony w 1848 roku i oddany do użytku w 1850 roku. Cmentarz został zaprojektowany przez architekta Johna C. Sidneya, a największy rozwój przeszedł pod koniec XIX wieku pod nadzorem Johna Boetchera.
Oakwood zostało dodane do Krajowego Rejestru Miejsc o Znaczeniu Historycznym w 1984 roku.

## Historia
Troy Cemetery Association powstało 9 września 1848 roku. Było to pierwsze wiejskie stowarzyszenie cmentarzy założone na mocy ustawy z 1847 roku, zezwalającej na tworzenie takich stowarzyszeń. Powiernicy powołali komisję, która miała zgłosić kwalifikującą się lokalizację cmentarza i 5 września 1849 roku zakupiono pierwszą działkę gruntu. 16 października 1850 teren cmentarza został konsekrowany, a Oakwood stał się czwartym wiejskim cmentarzem założonym w Nowym Jorku. Stowarzyszenie składa się z właścicieli działek wybieranych przez innych właścicieli. Stanowisko jest dobrowolne.
Oakwood został zaprojektowany przez Johna C. Sidneya, z pomocą Garnet Douglass Baltimore. Plan obejmował drogi, sztuczne jeziora, gęstą roślinność i pofałdowane wzgórza, zajmujące około 120 ha.
Chociaż Sidney był architektem cmentarza, to dopiero John Boetcher nadał Oakwoodowi jego urok. Zastosował wyjątkowe techniki projektowania krajobrazu. Sprowadził rzadkie i obce rośliny, aby pomóc upiększyć cmentarz, w tym sosny parasolowe i świerk kłujący.

## Położenie
Oakwood jest zbudowane na skarpie, która wznosi się na wschód od równiny rzecznej otaczającej rzekę Hudson. Znajduje się w północno-wschodniej części miasta Troy. Jego zachodnia krawędź jest zdominowana przez strome, gęsto porośnięte roślinnością wzgórze, które schodzi do miasta poniżej, podczas gdy środkowa i wschodnia część cmentarza obejmuje pofałdowane wzgórza ozdobione drzewami i roślinnością, w tym czterema sztucznymi stawami.
Cmentarz jest podzielony na sekcje, które w większości są zgodne z alfabetycznym (np. Sekcja K) lub alfanumerycznym (np. Sekcja D-3) systemem nazewnictwa, chociaż są też takie, które mają schemat numeryczny. Sekcje są podzielone utwardzonymi żwirowymi drogami i ścieżkami dla pieszych o łącznej długości 47 km.

## Pochowani
W Oakwood pochowanych jest wiele znanych postaci. Są to m.in.:
- Amos Eaton (1776–1842) – amerykański naukowiec i wykładowca
- George Henry Thomas (1816–1870) – generał United States Army w czasie wojny secesyjnej
- Samuel Wilson (1766–1854) – masarz z miasta Troy, jego postać wiąże się z powstaniem postaci "Wuja Sama"[8]
- Maksymilian Brzozowski –  podpułkownik dyplomowany pilot, dowódca dywizjonu 301, kawaler Virtuti Militari